# Frances Abington

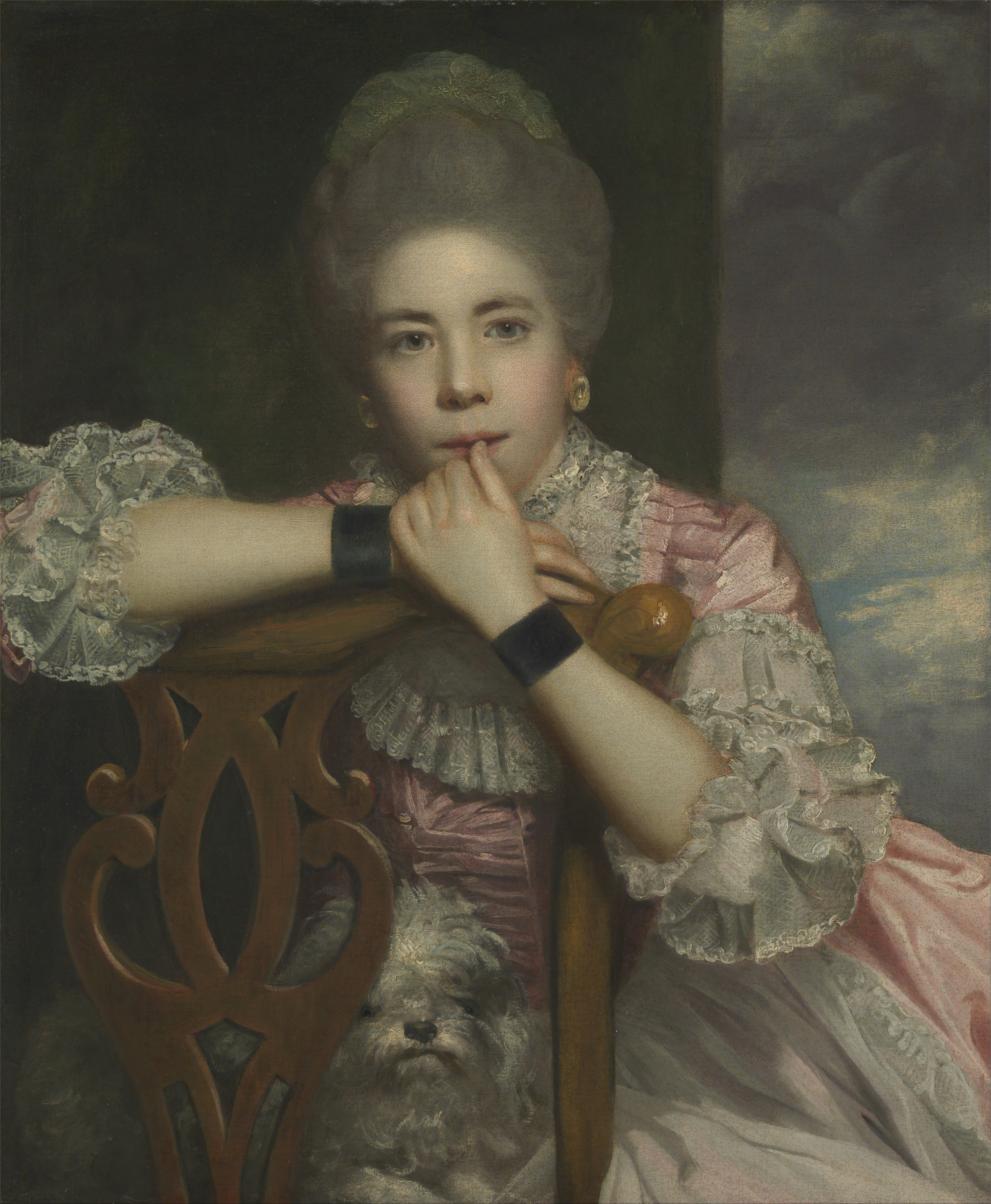
Mrs. Abington als Miss Prue in ‚Love for Love‘ von William Congreve, Ölgemälde 1771 von Joshua Reynolds

Frances „Fanny“ Abington, geboren als Frances Barton (geb. 1737 in London; gest. 4. März 1815 in London), war eine englische Schauspielerin, die vor allem für ihr Modebewusstsein bekannt wurde.

## Leben
Abington wuchs in ärmlichen Verhältnissen auf. Sie verdiente sich anfangs ihr Geld als Blumenmädchen (daher ihr Spitzname Nosegay Fan) und Straßensängerin. Durch die Anstellung bei einem französischen Hutmacher erwarb sie Wissen über Mode und in der Französischen Sprache, was für sie später noch von großem Nutzen sein sollte. 1755 debütierte sie als Miranda in The Busy Body von Susanna Centlivre im Londoner Haymarket Theatre. 1756 wechselte sie zum Theatre Royal Drury Lane, wo sie allerdings von Hannah Pritchard und Kitty Clive überschattet wurde. Nach einer unglücklichen Heirat mit ihrem Musiklehrer 1759 war sie als Mrs. Abington bekannt. Sie verbrachte fünf erfolgreiche Jahre in Irland und wurde danach von David Garrick zurück nach Drury Lane geholt. Hier verbrachte sie weitere 18 Jahre, spielte viele wichtige Rollen, z. B. Lady Teazle in Richard Brinsley Sheridans The School for Scandal (1777). Tragödien und Komödien lagen ihr gleichermaßen gut. 1782 wechselte Abington von Drury Lane zum Royal Opera House in Covent Garden. 1790 verließ sie die Bühne, kehrte jedoch 1797 für weitere zwei Jahre zurück.
Abington galt zu ihrer Zeit als Stilikone, Damen der höheren Gesellschaft in London bezahlten sie für Ratschläge in Modeangelegenheiten und Kosmetik, was ihr zu einem üppigen Nebeneinkommen verhalf. Die von ihr entworfene Abington cap wurde sehr verbreitet getragen.
1994 wurde der Venuskrater Abington nach ihr benannt. Georg Christoph Lichtenberg benannte eine seiner Katzen nach der von ihm verehrten Schauspielerin Miß Abington.